# Parma occidentalis
Parma occidentalis är en fiskart som beskrevs av Allen och Hoese, 1975. Parma occidentalis ingår i släktet Parma och familjen Pomacentridae. Inga underarter finns listade i Catalogue of Life.